# Aeschynanthus leptocladus
Aeschynanthus leptocladus är en tvåhjärtbladig växtart som beskrevs av Charles Baron Clarke. Aeschynanthus leptocladus ingår i släktet Aeschynanthus och familjen Gesneriaceae. Inga underarter finns listade i Catalogue of Life.